# Победнице светских првенстава у атлетици на отвореном — 20 километара ходање
Дисциплина ходања на 20 километара у женској конкуренцији налази се програму светских првенстава у атлетици од Светског првенства 1999. у Севиљи. Уведена је као замена за дисциплину ходања на 10 километара.
Навише успеха у појединачној конкуренцији имала је Олга Канискина (Русија) са три узастопне златне медаље. У екипној конкуренцији најбоље су  представнице Русије са 10 освојених медаља, од којих 7 златних. Рекорд Светских првенстава држи Рускиња Олимпијада Иванова која је у Хелсинкију 2005. преходала 20 километара за један сат, 25 минута и 41 секунду, што је, истовремено, био и светски рекорд.
Освајачице медаља на светским првенставима и њихови резултати приказани су у следећој табели. Резултати су дати у формату сати:минути:секунде.
| Светско првенство       |                           | Резултат        |                                 | Резултат |                               | Резултат |
| Севиља 1999. детаљи     | Љу Хунгју Кина            | 1:30:50 РСП     | Ванг Јен Кина                   | 1:30:52  | Кери Саксби-Џана Аустралија   | 1:31:18  |
| Едмонтон 2001. детаљи   | Олимпијада Иванова Русија | 1:27:48 РСП     | Валентина Цибулскаја Белорусија | 1:28:49  | Елизабета Пероне Италија      | 1:28:56  |
| Париз 2003. детаљи      | Јелена Николајева Русија  | 1:26:52 РСП     | Џилијан О'Саливан Ирска         | 1:27:34  | Валентина Цибулска Белорусија | 1:28:10  |
| Хелсинки 2005. детаљи   | Олимпијада Иванова Русија | 1:25:41 СР, РСП | Рита Турова Белорусија          | 1:27;05  | Сусана Феитор Португалија     | 1:28:44  |
| Осака 2007. детаљи      | Олга Канискина Русија     | 1:30:09         | Татјана Шемјакина Русија        | 1:30:42  | Марија Васко Шпанија          | 1:30:47  |
| Берлин 2009. детаљи     | Олга Канискина Русија     | 1:28:09         | Олив Локнејн Ирска              | 1:28:58  | Љу Хунг Кина                  | 1:29:10  |
| Тегу 2011. детаљи       | Олга Канискина Русија     | 1:29:42         | Љу Хунг Кина                    | 1:30:00  | Анисија Кирдјапкина Русија    | 1:30:13  |
| Москва 2013. детаљи     | Јелена Лашманова Русија   | 1:27:08         | Анисја Кирдјапкина Русија       | 1:27:11  | Љу Хунг Кина                  | 1:28:10  |
| Пекинг 2015. детаљи     | Љу Хунг Кина              | 1:27:45         | Сјуџи Лу Кина                   | 1:27:45  | Људмила Ољановска Украјина    | 1:28:13  |
| Лондон 2017. детаљи     | Џиају Јанг Кина           | 1:26:18         | Лупита Гонзалес Мексико         | 1:26:19  | Антонела Палмисано Италија    | 1:26:36  |
| Доха 2019. детаљи       | Љу Хунг Кина              | 1:32:53         | Шенџи Ћиејанг Кина              | 1:33:10  | Љуџинг Јанг Кина              | 1:33:17  |
| Јуџин 2022. детаљи      | Кимберли Гарсија Перу     | 1:26:58         | Катаржина Жђиебло Пољска        | 1:27:31  | Шенџи Ћиејанг Кина            | 1:27:56  |
| Будимпешта 2023. детаљи | Марија Перез Шпанија      | 1:26:51         | Џемима Монтаг Аустралија        | 1:27:16  | Антонела Палмисано Италија    | 1:27:26  |
| Токио 2025.             |                           |                 |                                 |          |                               |          |

## Биланс медаља 20 км ходање за жене
Стање после првенства 2023.
|     | Држава           |    |    |    |    |
| --- | ---------------- | -- | -- | -- | -- |
| 1.  | Русија           | 7  | 2  | 1  | 10 |
| 2.  | Кина             | 4  | 4  | 4  | 12 |
| 3.  | Шпанија          | 1  | -  | 1  | 2  |
| 4.  | Перу             | 1  | -  | -  | 1  |
| 5   | Белорусија       | -  | 2  | 1  | 3  |
| 6.  | Ирска            | -  | 2  | -  | 2  |
| 7.  | Аустралија       | -  | 1  | 1  | 2  |
| 8.  | Мексико          | -  | 1  | -  | 1  |
| 8.  | Пољска           | -  | 1  | -  | 1  |
| 10. | Италија          | -  | -  | 3  | 3  |
| 11. | Португалија      | -  | -  | 1  | 1  |
| 11. | Украјина         | -  | -  | 1  | 1  |
|     | Укупно 12 земаља | 13 | 13 | 13 | 39 |